# Pierre Denier
Pierre Denier (Molenbeersel, 9 november 1956) is een voormalig Belgisch voetballer die gedurende 48 jaar deel uitmaakte van de technische staf van de Belgische eersteklasser KRC Genk, voornamelijk als hulptrainer. Na het ontslag van een hoofdtrainer nam hij die taak enkele keren interim over. In die hoedanigheid won Denier de Beker van België in 2009. Sinds het overlijden van Tony Greco in 2016 had hij de functie van teammanager bij Genk. Na het voetbalseizoen 2021/22 ging Denier op pensioen maar blijft wel goodwillambassadeur van de club.

## Spelerscarrière
- KVV HO Molenbeersel
- KFC Winterslag
- Racing Genk

## Trainerscarrière

### Interim 1993-1994
Na zijn spelerscarrière afgesloten te hebben bij Genk, ging Denier aan de slag als hulptrainer bij de Limburgse club. Toen Genk een lastig seizoen kende in 1993-1994, nam hij het trainersroer op 20 oktober 1993, na het ontslag van Pier Janssen, over als interim-trainer voor de rest van het seizoen, samen met Norbert Beuls. Denier en Beuls slaagden er echter niet degradatie uit de eerste klasse af te wenden.
Op 1 juli 1994 stelde Genk Enver Alisic aan als definitieve opvolger van Pier Janssen. Maar ook Alisic kreeg Genk, aldus uitkomend in tweede klasse, niet op de rails. Op 19 september werd ook hij de laan uit gestuurd, waarna Denier opnieuw interim-trainer werd. Een maand later, op 15 oktober, vond Genk in de persoon van Aimé Anthuenis een nieuwe hoofdcoach. Genk eindigde het seizoen 1994-1995 op de tweede plaats en promoveerde weer naar eerste klasse. De promotie luidde het begin van de Genkse gloriejaren onder Anthuenis (1996-1999, met een nationale titel en bekerwinst) in.

### Interim 2000
Nadat Anthuenis Genk na het behalen van het kampioenschap in 1999 had verlaten voor Anderlecht, kende Genk opnieuw een terugval. De nieuwe coach Jos Heyligen werd begin februari 2000 op straat gezet en vervangen door Johan Boskamp. Die kon een ontgoochelende achtste plaats in de competitie niet verhinderen, maar sleepte wel de Belgische beker in de wacht.
Ook 2000-2001 was geen succesvol seizoen voor Genk. Na een 5-0-pandoering tegen Germinal Beerschot werd ook Boskamp ontslagen. Denier nam tot het einde van het seizoen over. In juni werd Sef Vergoossen binnengehaald als nieuwe trainer; onder hem kende Genk een nieuw topseizoen, met een tweede nationale titel als resultaat.

### Interim 2004
In april 2004 moest Vergoossen evenwel vertrekken in Genk. Denier werd voor de vierde keer in zijn trainerscarrière, ditmaal samen met Ronny Van Geneugden, aangesteld als interim-trainer. Hij leidde Genk in de tien wedstrijden die nog volgden na het vertrek van Vergoossen, te beginnen met de partij tegen Lokeren (2-1-verlies). Denier en Van Geneugden eindigden met Genk uiteindelijk op de vierde plaats.

### Interim 2009
Na een passage van coaches René Vandereycken en Hugo Broos werd assistent-coach Ronny Van Geneugden uiteindelijk definitief tot hoofdtrainer gepromoveerd, waardoor Hans Visser hem opvolgde als hulptrainer naast Denier. Doch reeds in maart 2009 diende Vangeneugden bij de club z'n ontslag in. Pierre Denier en Visser volgen hem op. Onder hun leiding behaalde KRC Genk zijn derde Beker van België.

### Interim 2009 (2)
Op 29 november 2009 werd Hein Vanhaezebrouck ontslagen als hoofdtrainer van Genk. Pierre Denier werd wederom interim-trainer. Hij leidde 1 wedstrijd (tegen KVC Westerlo) waarna hij werd opgevolgd door Franky Vercauteren.

### Interim 2011
Aan het begin van het nieuwe seizoen, nam Pierre Denier terug het roer over van Franky Vercauteren, die zijn geluk, net zoals gewezen Genk trainer Sef Vergoossen in het Arabische Al-Jazira, wou beproeven.
Onder de leiding van Denier plaatste KRC Genk zich voor de tweede maal in haar bestaan voor de groepsfase van de UEFA Champions League. Het seizoen daarop werd hij gewoon weer hulptrainer onder de nieuwe coach Mario Been.

### Interim 2014
Nadat Emilio Ferrera na amper één speeldag in het nieuwe seizoen al de deur werd gewezen, mocht Pierre Denier nog een laatste keer de honneurs waarnemen als hoofdtrainer van KRC Genk. Hij werd opgevolgd door Alex McLeish.

### Teammanager
Na het overlijden van Tony Greco, voormalig teammanager van KRC Genk, maakte Denier de overstap naar deze functie binnen de club. Ook kwam hij nog op het trainingsveld. In mei 2022 ging Denier op 65-jarige leeftijd op pensioen maar blijft wel als goodwillambassadeur optreden voor de club.

## Erelijst

### Als speler
- Tweede klasse België

Winnaar (1976), vicekampioen (1987), eindrondewinnaar (1987) (met KFC Winterslag)
Eindrondewinnaar (1990) (met KRC Genk)
- UEFA Cup

1/8ste finales (1981-1982) (met KFC Winterslag)

### Als trainer
- Beker van België

Winnaar (2009) (met KRC Genk)
- UEFA Champions League

Kwalificatie groepsfase (2011-2012) (met KRC Genk)

### Als hulptrainer
- Eerste klasse België

Winnaar (1999, 2002, 2011), vicekampioen (1998, 2007) (met KRC Genk)
- Tweede klasse België

Vicekampioen (1996) (met KRC Genk)
- Beker van België

Winnaar (1998, 2000, 2013) (met KRC Genk)
- Belgische Supercup

Winnaar (2011), finalist (1998, 1999, 2000, 2002, 2009)
- Trofee Jules Pappaert

Winnaar (1996, 2002)
- UEFA Champions League

Kwalificatie groepsfase (2002-2003) (met KRC Genk)
- UEFA Europa League

Kwalificatie groepsfase en 1/16de finales (2012-2013), tweede ronde (2000-2001), eerste ronde (2005-2006) (met KRC Genk)
- UEFA Intertoto Cup

Groepsfase (1997) (met KRC Genk)
- Beker der Bekerwinnaars

Tweede ronde (1998-1999) (met KRC Genk)

## Privéleven
Denier en zijn vrouw Wies wonen in Molenbeersel (deelgemeente van Kinrooi). Samen hebben ze een zoon en een dochter, Michelle en Philippe, en zes kleinkinderen.
De Beker van Belgie die hij als interim-hoofdtrainer won in 2009 heeft een tijdje op de toog gestaan in het café van zijn broer in Molenbeersel.